# De Pelgrim (kunstkring)

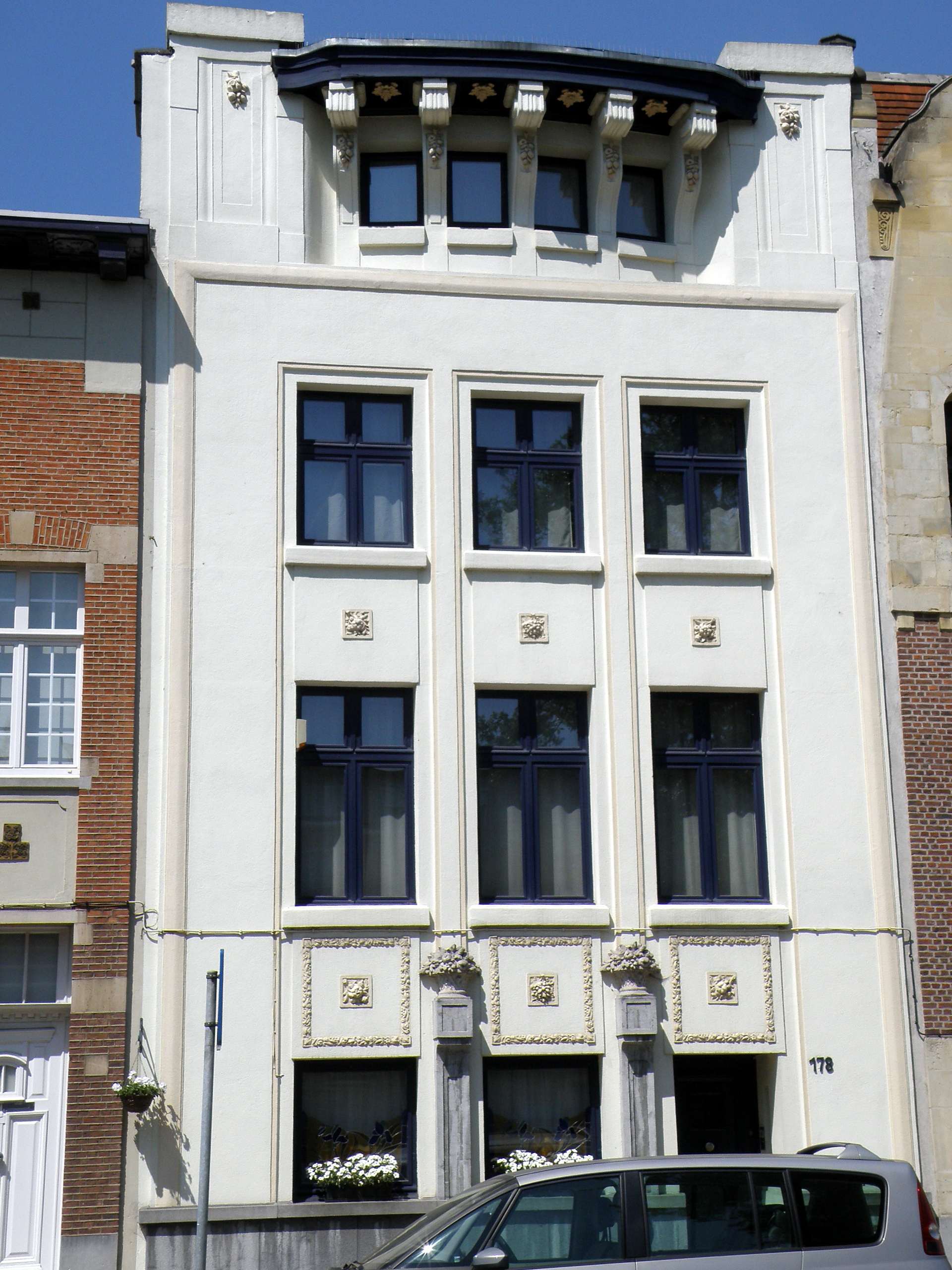
Woonhuis en ontwerp van Flor Van Reeth, lid van de Pelgrimbeweging.

De Pelgrimbeweging was een vereniging waarmee een twaalftal katholieke Vlaamse kunstenaars in de jaren 1920-1930 hun ontevredenheid uitten over de Vlaamse katholieke kunst van die tijd. Zij pleitten voor vernieuwing, hoewel hun artistieke interpretaties daarvan behoorlijk uiteenliepen, van sober constructivisme en christelijk vitalisme over romantische verhalen tot gemoedelijke volksdevotie. De vereniging hield in 1931 op te bestaan. 

## Oprichting[1]
De Pelgrimbeweging werd in 1924 gesticht door schrijver Felix Timmermans, architect Flor Van Reeth en schrijver Ernest Van der Hallen. Jezuïet en schrijver Léonce Reypens was van bij de start betrokken. Nadien werd de groep uitgebreid tot 12 pelgrims, met dirigent Renaat Veremans, Eugeen Yoors (kunstschilder-glazenier), Gerard Walschap (letterkundige), Frans Delbeke (letterkundige), Herman Deckers (kunstschilder), dom Gregorius de Wit (kunstschilder), Jef Huygh (architect, Dirk Vansina (schrijver) (letterkundige), Anton van de Velde (letterkundige-dramatisch kunstenaar) en Jan Van Puyenbroeck (kunstschilder). Later werd de groep uitgebreid, onder meer met Leo Paret, Albert Servaes, Bruno Groenendaal en Maurits Van Hoeck. 

## Manifest
Met nieuwjaar 1926 gaven zij een ‘Manifest’ uit.
DE PELGRIM beoogt, door het bevorderen van een geest van christene solidariteit onder de katholieke kunstenaars en door het steunen van elkanders werk, de katholieke Vlaamsche kunst hooger op te voeren en ze in het kultureel leven de plaats te geven die haar rechtens toekomt.  Het standpunt door de vereeniging ingenomen wordt door haar naam zelf bepaald. Al wat geschapen is verheerlijkt den Schepper door te zijn wat het is. Zoo werd het immers door God geschapen; en Gods schepping kan niet anders dan Gods glorie hebben tot doel. In deze economie is de mensch ingeschakeld als onder al de aardsche schepselen Gods het volmaaktste. Zoodat zijne verheerlijking van God de volmaaktste moet zijn. Zijnde de mensch stof en geest, moet zijn hulde en lof er eene zijn door stof en geest beide ingesteld. Dat doel van den mensch eindigt niet met zijn leven: de mensch is geroepen' om na dit leven God te aanschouwen, Hem verheerlijkend in eeuwigheid. Tot aan zijn dood pelgrimeert dus de mensch. De kunstenaar, die slechts naarmate hij meer bij uitstek mensch is, meer kunstenaar kan zijn, is dus de Pelgrim bij uitstek. Zijn bepaaldelijk streven is het door de uitdrukking van het vormelijk schoone te benaderen de eeuwige Schoonheid die in God is. Zoo vatten ook de leden van ‘De Pelgrim’ hun katholiek kunstenaarschap op: en, wijl hun artistiek leven dus mede de uiting is van hun geloofsleven of geestelijk leven, beschouwen zij elk werk dat zij voortbrengen als een etape van hun pelgrimagie naar God in artistieken en geestelijken zin.
De sociale roeping der kunst erkennen zij, want te streven naar gemeenschapkunst vatten zij op als liggend in de lijnen der naastenliefde en der christelijke solidariteit. Gemeenschapskunst is niet voor hen alle kunst welke door de gemeenschap wordt begrepen, maar die kunst welke door de schoonheid den mensch veredelt en hem nader brengt tot God. Zij streven er dus naar de katholieke kunst, hun kunst en die van andere waarachtig katholieke kunstenaars. te brengen tot het volk, door praktische werking, als inrichten van tentoonstellingen, enz. En vervolgens zal het hun zorg zijn het specifiek karakter der katholieke kunst zuiver te bewaren, niet alleen door zulke kunst voort te brengen, maar door zich te verzetten tegen het opdringen als godsdienstige kunst van werk dat als zoodanig aan de essentieele vereischten niet voldoet. Zij, enkele vertegenwoordigers der kunst van een volk dat in zijn breedste lagen katholiek is, en dat zijn artistiek wezen het heerlijkst door de katholieke kunst heeft uitgesproken (de geschiedenis getuigt het), zijn er zich van bewust als kunstenaars en katholieken God en hun volk niet doelmatiger te kunnen dienen dan door zulk streven hunner pelgrimvereeniging.
Wijl kunst is dienen, meenen zij zonder de kunst zelf te verlagen of te verloochenen, die dienstvaardigheid niet te kunnen verantwoorden dan tegenover God en hun volk.

## Tentoonstellingen

### 1927
De groep organiseerde in 1927 een eerste grote tentoonstelling, in de Antwerpse Stadsfeestzaal. Na vlotte onderhandelingen met het toenmalige Antwerpse stadsbestuur, werd de grote feestzaal aan de Meir gratis ter beschikking gesteld; de stad leverde zelfs hulp bij de opbouw van de expositie en stelde daartoe personeel ten dienste. De opening van de tentoonstelling had plaats op 10 september. De ereplaatsen werden voorbehouden aan architect Dom Bellot, o.s.b., Joe English, René Lombaerts, Karel van den Oever, Léon Bloy, Frederik van Eeden en Juliaan De Vriendt.
De tentoonstelling omvatte vijf afdelingen:
| 1. | Dodenhulde (Joe English en René Lombaerts). |
| 2. | Aangesloten kunstenaars en genodigden: Juliaan De Vriendt, Dom Bellot, o.s.b., Willem Aerts, Allaert, H. Bijvoet, Firmin Colardijn, Lieven Colardijn, Johan Coomans, Herman Deckers, Samuel De Vriendt, G. Donnet, Gerard Gerrits, Huib. Hoste, Jef Huygh, Karel Lateur, Leo Paret, A. Poels, J. Poels, Michel Poppe, Leon Sarteel, C. Scheyltjens, A. Servaes, E. Stassin, Felix Timmermans, Hilaire Van Biervliet, Gerard Van der Heyden, Tony van Os, Jan Van Puyenbroeck, Flor van Reeth, Dirk Vansina, Jos Viérin, C.S. Wallaert, G. Wijn, Eugeen Yoors. |
| 3. | Het Genootschap van R.K. Kunstenaars (Nederland): P. Biesiot, W. v.d. Winkel, Han Groenewegen, M.P.J.H. Klynen, B. Koldewey, A. Kropholler, C.M.V. Moorsel, F.A.W. v.d. Togt, Alex Aspeslagh, Lou Aspeslagh, Thomas Groenendaal, Antoon Ninaber van Eyben. |
| 4. | Letterkundige werken van Léon Bloy, K. van den Oever, M.E. Belpaire, M. Coomans, F. Delbeke, Marnix Gijsen, Jan Hammenecker, Z.M. Jozefa, E.P. Reypens s.j., Hilarion Thans, o.f.m., F. Timmermans, A. van Cauwelaert, E. van der Hallen, A. van de Velde, M. Van Hoeck, Dirk Vansina, Th. van Tichelen, C. Verschaeve en G. Walschap. |
| 5. | Toonkundige werken van Marinus de Jong, Jos De Klerk, Arthur Meulemans en Renaat Veremans. |

De opening van deze ‘tentoonstelling ter ere van Jezus Christus’ was een evenement; de publieke belangstelling overtrof alle verwachtingen en talrijke toeschouwers bezochten de expositie meermaals. Een zondagnamiddag, na twee weken openstelling, diende politie en brandweer zelfs de zaal te ontruimen, omdat ernstig gevaar dreigde, dat de keldergewelven het niet zouden houden. Men schatte dat er op dat moment niet minder dan 10.000 mensen in de zaal waren...
Het programma, dat rond de expositie was opgebouwd kan zeer gevarieerd genoemd worden. De vier kunstdisciplines kwamen aan de beurt en de voornaamste kunstenaars uit die tijd verleenden hun medewerking.

### 1930
Drijvend op het succes dat de expositie van 1927 had geboekt, wou de wel ambitieuze Herman Deckers in 1930 een tweede tentoonstelling inrichten. Toen bleek, dat de feestzaal aan de Meir benomen was wegens de Wereldexpo 1930, besloot een aantal bestuursleden van de Pelgrim af te zien van de manifestatie. Deckers dreef echter door en hij kon beslag leggen op de Harmonie-Zaal, aan de Mechelsesteenweg, te Antwerpen. De tweede Pelgrim-tentoonstelling ging door van 8 februari tot 9 maart 1930, onder het motto Herbouw mijn huis.

In de cataloog staan de deelnemende kunstenaars per land gegroepeerd en wel in deze volgorde:
Denemarken: Brigitta West.
Duitsland: Peter Hecker, Prof. Körner, Karl Koester, Hein Minkenberg, Willy Oeser, Ruth Schaumann, Emil Steffan.
Frankrijk: Dom Bellot, Charlier, Jacques Droz, F. Py, Valentine Reyre.
Holland: Aspeslagh, P. Biesiot, Jan-Eloy en Leo Brom, H.A. Bijvoet, Corn. F.F. De Bruyne, Gerard Gerrits, Thomas Groenendaal, Wielders, Gerard Baksteen.
Italië: Cesare Tarrini, Orazio Toschi.
Joegoslavië: Tone Kralj, Sojze Zagar.
Polen: Henryk Jakowski, Mara Kralj, Wladyslan Rozuski, Julja Smolkowna.
Wallonië: Felix Jacques, Stassin.
Vlaanderen: Aerts, Aldernacht, Jan Anteunis, Basyn, Firmin Colardijn, Lieven Colardijn, Herman Deckers, De Bruyn, De Rechter, Prosper de Troyer, Leonard De Visch, Juliaan De Vriendt, De Vuyst, Karel Doudelet, Eiga, Aug. Gillé, G. Hens, Huib Hoste, Jan Huet, Jef Huygh, Jos Jacobs, Paul Joostens, Remi Lens, Constant Leurs, Léo Paret, Frans Peeters, Albert Poels, J. Poels, Jos  Ritzen, Dora Rommelaere, Sarteel, Rik Sauter, Carolus Scheyltjens, Spoorenberg, Felix Timmermans, Hilaire van Biervliet, G. van den Branden, Irène van der Linden, Jules Van de Veegaete, Modest van Hecke, Emile van Marsenille, Tony van Os, Jan van Puyenbroeck, Flor van Reeth, Dirk Vansina, Louis van Staey, Maria-Jeanne van Waesberge, Eugeen Yoors.
Het mangelde deze tentoonstelling aan organisatie. Er was geen ter zake bevoegd personeel, men diende te elfder ure de hulp in te roepen van een aannemer voor de materiële inrichting van de expositie en in feite beschikte men ook niet over de financies om een dergelijke, dan toch Europees opgevatte manifestatie, vlot te doen verlopen. Er waren ingezonden werken uit Frankrijk, die niet eens geëxposeerd werden en een beeld van Charlier bleek bij de opstelling gebroken.

## Tijdschrift

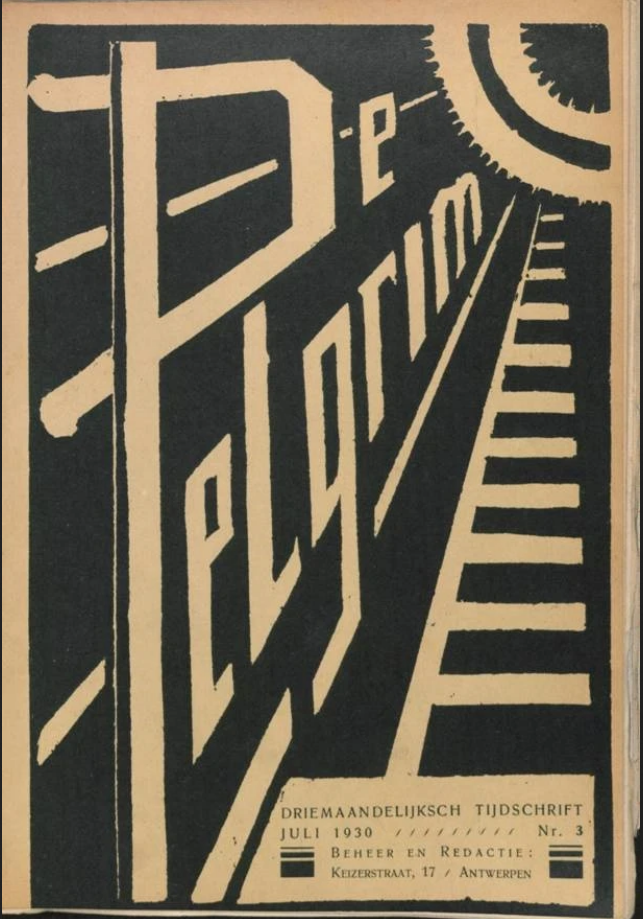
Cover De Pelgrim

Het tijdschrift De Pelgrim (1924-1931) was een uiting van de beweging.

## Einde
Na het mislukken van de tweede tentoonstelling, in 1930, heerste onvrede binnen de groep. Ondanks pogingen van Timmermans de groep terug bij elkaar te brengen, in een klein gezelschap, kwam de beweging niet meer van de grond. In 1931 eindigde het broederschap.